# Кайсери (ил)
Ка́йсери (Кайсери́) (тур. Kayseri) — ил на юге Турции.

## География
Ил Кайсери граничит с илами Сивас на северо-востоке, Адана и Кахраманмараш на юге, Нигде и Невшехир на западе, Йозгат на севере.
Ил расположен в Центральной Анатолии и окружен горами Эрджияс (3916м), Хасан и Али. Гора Али была названа так в честь знаменитого Али-Бабы, по преданию жившего в этих местах.

## История
Первые поселения появились в провинции в IV тысячелетии до н. э. Старейшим городом на территории провинции был построенный во времена Хеттского царства Канеш.
Современная столица ила, Кайсери, появилась около 3000 года до н. э. и носила названия Мазака, а затем Кесария. Говорят, именно здесь римляне схватили апостола Петра. При римлянах и византийцах провинция была важным стратегическим центром. Древние греки называли Мазаку столицей Первой Армении.
В XI веке провинцию захватили турки-сельджуки. Oна стала частью Конийского султаната. Сельджуки построили в провинции много новых зданий и мечетей. Ими же была создана первая больница в провинции, Шивахан, в честь рано умершей дочери султана.
В XIII веке район принадлежал монголам, а в 1515 году при Селиме I вошел в состав Османской империи.
В 1912 г. здесь проживали: турки — 128 787 чел., армяне — 39 448 чел., греки — 23 201 чел.

## Административное деление

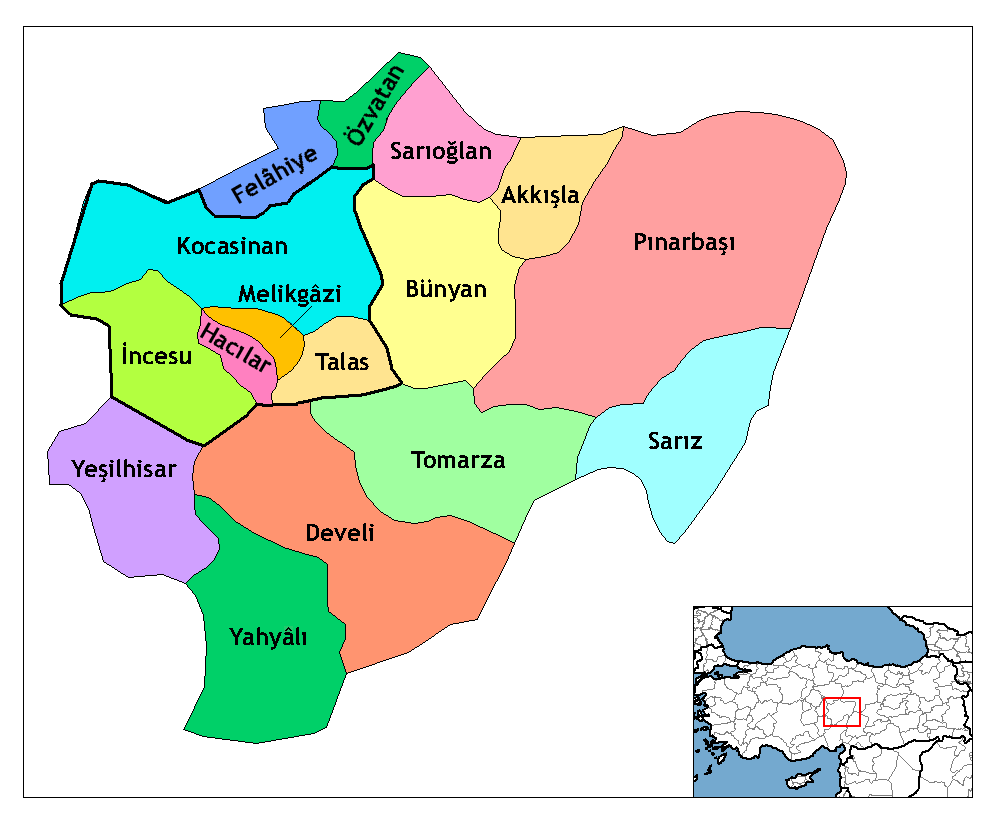

Ил Кайсери делится на 16 районов, 5 из которых являются районами города Кайсери:
1. Аккышла (Akkışla)
2. Бюньян (Bünyan)
3. Девели (Develi)
4. Фелахие (Felahiye)
5. Хаджылар (Hacılar)
6. Инджесу (İncesu)
7. Коджасинан (Kocasinan)
8. Меликгази (Melikgazi)
9. Озватан (Özvatan)
10. Пынарбашы (Pınarbaşı)
11. Сарыоглан (Sarıoğlan)
12. Сарыз (Sarız)
13. Талас (Talas)
14. Томарза (Tomarza)
15. Яхъялы (Yahyalı)
16. Ешилхисар (Yeşilhisar)

## Экономика и промышленность
В провинции развита промышленность. Здесь находится крупнейший хлопчатобумажный комбинат Турции, построенный в 1934—35 годах при экономической и технической помощи СССР. Кроме этого, имеется мукомольная, сахарная, мясо-молочная, деревообрабатывающая промышленность.
Кайсери славится своими коврами.

## Транспорт
- железнодорожный транспорт
- автомобильное сообщение
- международный аэропорт Кайсери

## Достопримечательности

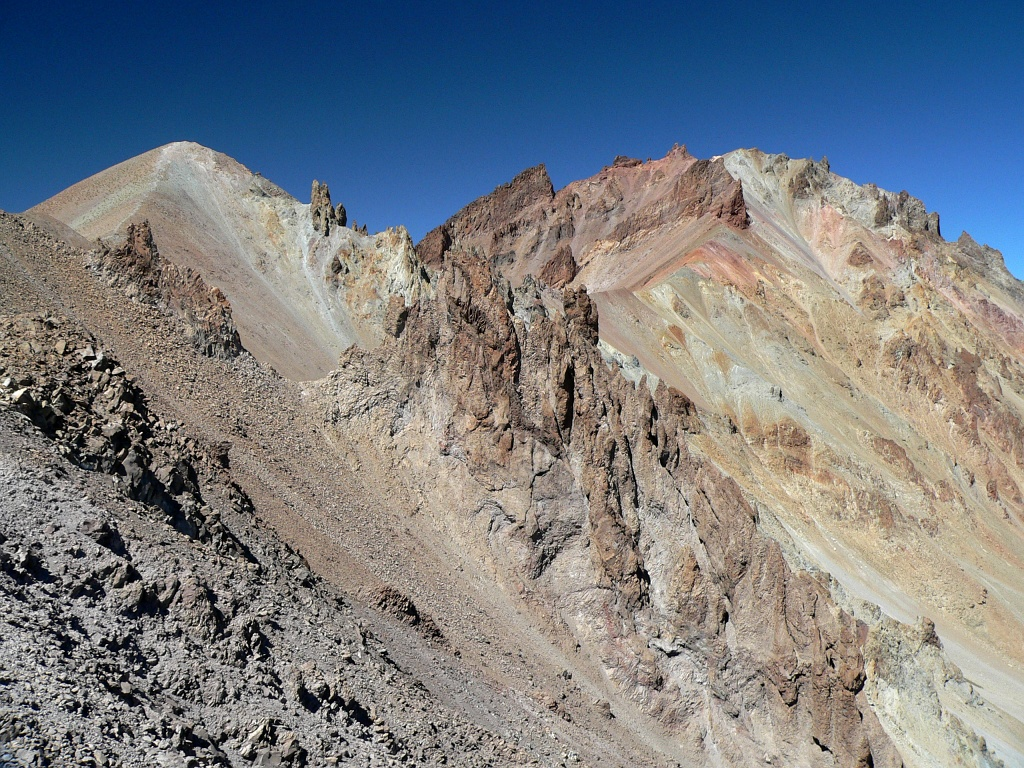
гора Эрджиес

- гора Эрджиес и горнолыжный курорт.
- места для отдыха в лесах Султансазлыгы и Деребаг Чаглаяны
- заповедник в лесу Яхялы Хаджер
- монументы Фрактину и Имамкулу
- крепости Кайсери, Шахмелик и Девели
- медресе: Хуанд Хатун, Авгуну, Чифте, Сахибие Кёшк и Хатуние
- медресе и мечети Кёлюк, Гаджи Кылыч
- главные мечети Кайсери, Бюньян и Девели, мечеть Куршунлу
- дворец Кейкубадие
- кельи Хызыра, Ильяса и Хайдар Бека
- постоялый двор Молаогулларов
- усыпальницы Чифте, Дёнер и Сырчалы, постоялые дворы Султан и Каратай
- усыпальницы Дев Великого Али, Сейиди Шерифа, Хызыр Ильяса, Мелика Гази и Микдата Деде
- библиотека им. Рашида Эфенди
- мосты Текгёз и Чокгёз
- музеи археологии в Кайсери и в Кюлтепе
- музей этнографии в Кайсери
- городище Кара-хююк в 22 км от Кайсери. Здесь с 1893 г. ведутся археологические раскопки города Канеш. В 1190 г. он был уничтожен пожаром. В нижней части поселения была найдена огромная коллекция (свыше 15 тысяч) клинописных глиняных табличек, представляющих собой переписку торговых агентов, державших в своих руках всю торговлю Малой Азии, Северной Сирии и Северной Месопотамии на рубеже XX—XIX вв. до н. э.